# Comissário político

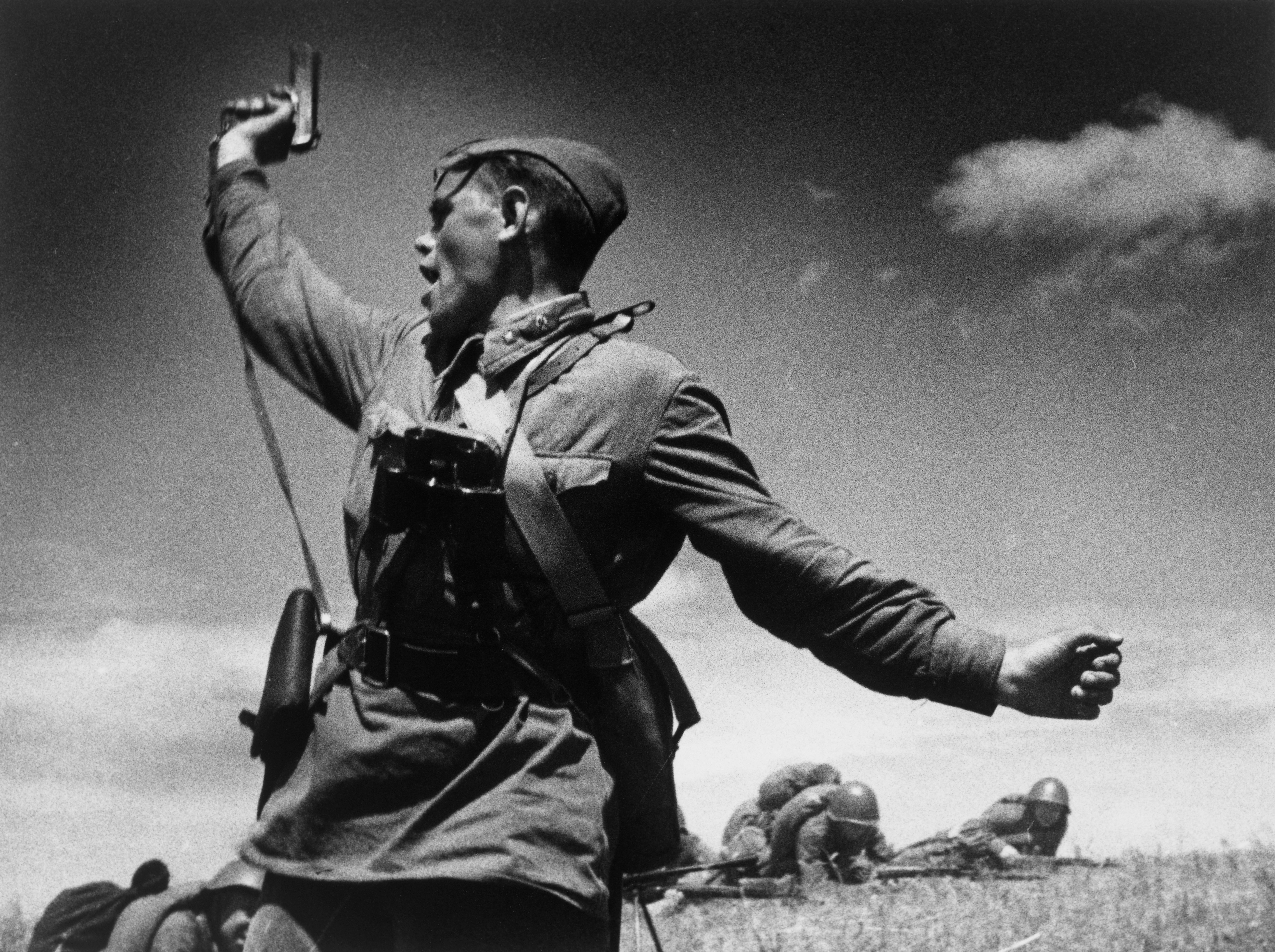
Imagem de propaganda de um comissário político soviético, durante a Segunda Guerra Mundial

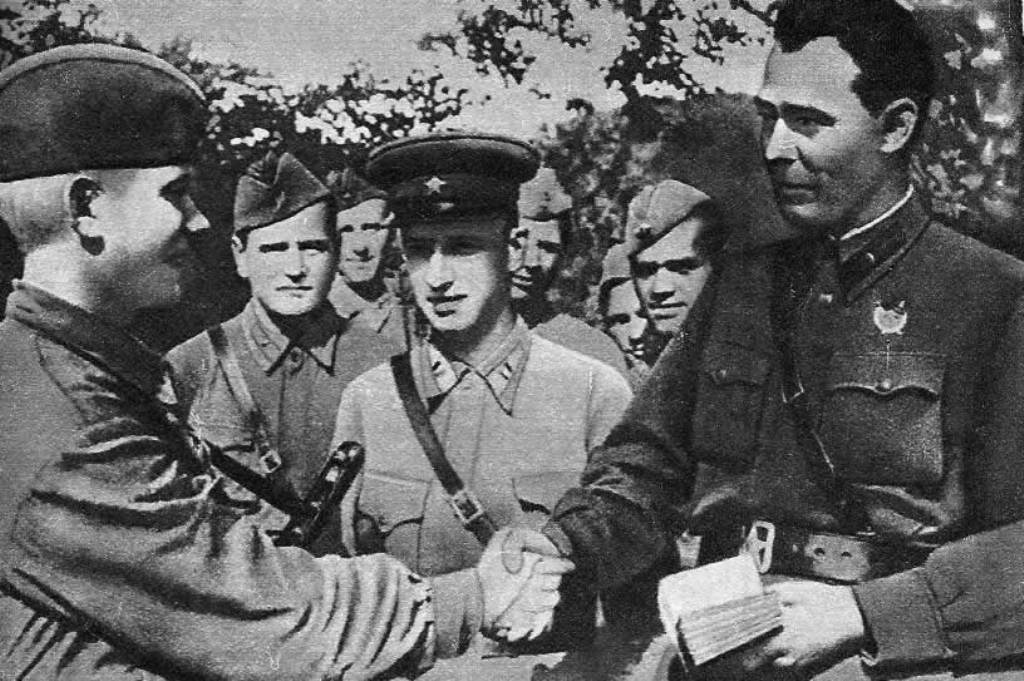
O comissário político Leonid Brezhnev (direita) entregando o cartão de membro do partido a um soldado (1942)

Um comissário político é um oficial nomeado por um partido político para supervisionar uma unidade militar.
Esta função foi utilizada pela primeira vez no Exército Vermelho, sendo introduzida por Trotsky, que abordou o problema da integração dos oficiais e tropas czaristas no novo exército criado pelos bolcheviques, o objetivo deste oficial era de garantir a lealdade da unidade.
Historicamente, o comissário politique (comissário político) apareceu pela primeira vez na Revolução Francesa (1789-1799), protegendo-a contra o pensamento e ação ideológica antirrevolucionária, e assim garantir a vitória republicana. 

## Na Rússia
No Exército Vermelho os comissários políticos eram atribuídos pelo  Partido Comunista da União Soviética para as unidades militares com a finalidade de fazer propaganda política no local, e garantir que as decisões do partido fossem seguidas. Neste sistema, cada unidade tinha um responsável político que estava fora da cadeia militar de comando normal, mas respondia a uma cadeia separada dentro do Partido. O objetivo desta estrutura era garantir, nos anos imediatamente após a Revolução Russa, a lealdade dos comandantes do exército (em grande parte originários das fileiras do exército czarista), e evitar a possibilidade de um golpe de Estado "bonapartista". O comissário político tinha a autoridade para influenciar qualquer decisão no exército regular e que as directivas seriam seguidos sem problemas, permitindo de gerir a propaganda e manter o moral das tropas.

## Na Resistência italiana
Comissários políticos também estavam presentes na unidade da Resistência italiana, principalmente nas Brigate Garibaldi e nas Giustizia e Libertà. Também existiram figuras semelhantes em outras formações, como os delegados políticos nas Brigate Osoppo.

## Na China
O cargo de comissário político também existe no Exército de Libertação Popular  da China . Normalmente, o comissário político é um oficial militar uniformizado, embora esta posição tem sido usada para dar aos funcionários do partido civis alguma experiência com os militares. O comissário político era o chefe de uma célula do Partido dentro das forças armadas, no entanto, a participação militar no partido tem sido restrita aos escalões mais baixos desde os anos 1980. Hoje, o comissário político é em grande parte responsável por tarefas administrativas, tais como relações públicas e aconselhamento, e principalmente serve como segundo em comando.